# Zlatarița, Blagoevgrad
Zlatarița (în bulgară Златарица) este un sat în partea de sud-vest a Bulgariei în  Regiunea Blagoevgrad. Aparține administrativ de comuna Belița. Are o populație de 107 locuitori.

## Demografie
Componența etnică a satului Zlatarița
     Turci (92,85%)
     Bulgari (4,08%)
     Nicio identificare (3,06%)
     Altele (0%)
La recensământul din 2011, populația satului Zlatarița era de 98 locuitori. Din punct de vedere etnic, majoritatea locuitorilor (92,85%) erau turci, cu o minoritate de bulgari (4,08%). Pentru 3,06% din locuitori nu este cunoscută apartenența etnică.